# Mindy Smith
Mindy Smith, née le 1er juin 1972 à Long Island, est une chanteuse américaine. Sa musique explore un large répertoire, du folk à la country, en passant par l'americana, le bluegrass, la pop, le rock, et même le rock alternatif.
La voix douce et la musique légère de Mindy Smith ont souvent été comparés à celles de Patty Griffin et d'Alison Krauss.

## Biographie
Mindy a été adoptée à la naissance par un pasteur et son épouse. Elle a grandi à Long Island, où elle a développé une passion pour la musique et a commencé à chanter dès son plus jeune âge.
Pendant ses années de lycée - elle a reçu un diplôme à Smithtown East en 1990 - Mindy n'a jamais été encouragée par ses professeurs de musique. En fait, elle était même parfois raillée par ses camarades de classe. Après la mort de sa mère d'un cancer en 1991, Mindy a déménagé avec son père à Knoxville, dans le Tennessee.
En 1994, Mindy est partie à Nashville pour entamer une carrière de chanteuse.

## Élévation à la renommée
Mindy a accédé à la renommée en 2003, en participant à l'album en hommage à Dolly Parton, Just Because I'm a Woman. Sa contribution au projet était une reprise de Jolene. La chanson figure également sur son premier album (2004), One Moment More. L'album a été acclamé par la critique, et a vu Mindy gagner de nombreux fans. En 2004, Mindy Smith est apparue au Festival de Folk de Cambridge et a reçu un formidable éloge. Le Festival a été retransmis sur la radio de BBC.

## De retour auxLong Island Shore
En octobre 2006, Mindy a enregistré le premier single de son deuxième album, Out Loud. La chanson a été bien accueillie par les radios.
L'album, Long Island Shore (Les rivages de Long Island), a connu un immense succès.

## Discographie
| Album                       | Détails | Singles                                            |
| --------------------------- | --- | -------------------------------------------------- |
| One Moment More (en)        | - Date de sortie : 27 janvier 2004 - Label : Vanguard - Producteurs : Steve Buckingham, Mindy Smith                           | Singles - Jolene - Come to Jesus - One Moment More |
| Long Island Shores (en)     | - Date de sortie : 10 octobre 2006 - Label : Vanguard Records - Producteurs : Mindy Smith, Lex Price, Steve Buckingham        | Singles - Out Loud                                 |
| My Holiday (en)             | - Date de sortie : 9 octobre 2007 - Label : Vanguard Records - Formats : CD, music download                                   |                                                    |
| Stupid Love (en)            | - Date de sortie : 11 août 2009 - Label : Vanguard Records - Formats : CD, music download                                     |                                                    |
| Mindy Smith (en)            | - Date de sortie : 26 juin 2012 - Label : Giant Leap Records / TVX Records - Formats : CD, music download                     |                                                    |
| The Essential (Compilation) | - Date de sortie : 9 octobre 2012 - Label : Vanguard Records - Formats : CD, music download                                   |                                                    |
| Snowed In (EP)              | - Date de sortie : 26 octobre 2013 - Label : Giant Leap Records / TVX Records - Formats : CD, music download                  |                                                    |
| Quiet Town (en)             | - Date de sortie : 4 octobre 2024 - Label : Giant Leap Records / TVX Records / Compass Records - Formats : CD, music download |                                                    |

### Apparitions
- Just Because I'm a Woman: The Songs of Dolly Parton (2003) - chanson : Jolene
- This Bird Has Flown - A 40th Anniversary Tribute to the Beatles' Rubber Soul (2005) - chanson : The Word
- Stronger Than Before - Olivia Newton-John (2005) - chanson : Phenomenal Woman
- Those Were the Days - Dolly Parton - chanson : The Cruel War